# Oxalis holosericea
Oxalis holosericea är en harsyreväxtart som beskrevs av Rodolfo Amando Philippi. Oxalis holosericea ingår i släktet oxalisar, och familjen harsyreväxter. Inga underarter finns listade i Catalogue of Life.